# Fuchs (Panzer)
Der Transportpanzer Fuchs (TPz Fuchs) ist ein radgetriebener Transportpanzer aus deutscher Produktion. Er wurde von Thyssen-Henschel hergestellt (heute Rheinmetall). Während frühe Varianten schwimmfähig sind, wurde die Schwimmfähigkeit später zugunsten einer höheren Nutzlast und/oder Panzerung aufgegeben.

## Entwicklung

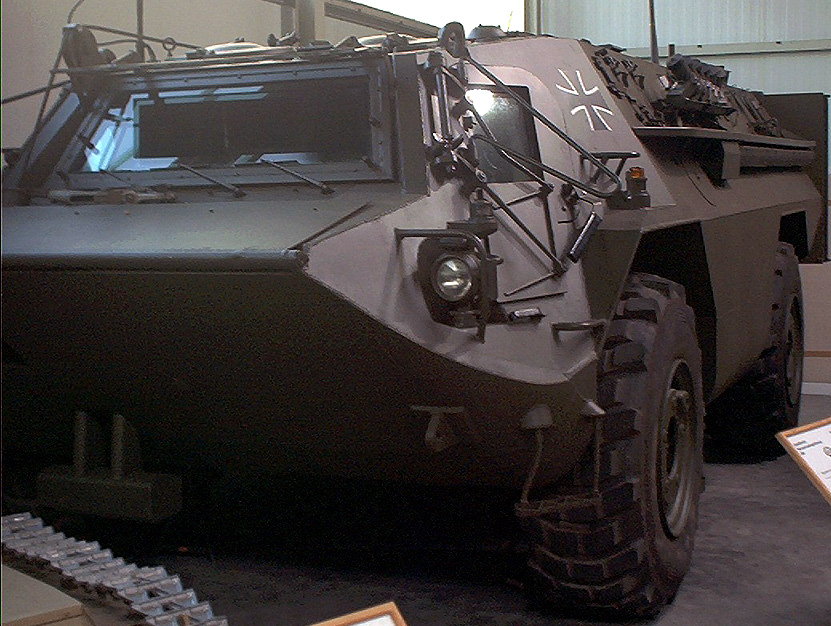
Amphibisches Pionier-Erkundungsfahrzeug, gebaut von den Eisenwerken Kaiserslautern, basierend auf der Konstruktion des TPz 2

Die Entwicklung des Fuchs begann im Jahr 1961 und war ein Teil der geplanten zweiten Generation geländegängiger gepanzerter Radfahrzeuge für die deutsche Bundeswehr. Daimler-Benz erhielt 1962 den Auftrag zur Konzepterprobung. Im Jahr 1964 war die Studie mit den sechs Prototypen mit einem Gefechtsgewicht zwischen 7 und 10 Tonnen (Unimog SH, T) und den vom Schweizer Unternehmen Mowag entwickelten Fahrzeug für den Schwimmbetrieb beendet.
Im selben Jahr folgte ein neues Konzept mit neuen Anforderungen, entsprechend dem NATO-Standard aufgeteilt in die Nutzklassen 0,5, 2, 4, 7 und 10 Tonnen (t). Um das Projekt weiter realisieren zu können, unternahm die Bundeswehr den Versuch, die Fahrzeughersteller für eine Zusammenarbeit zu gewinnen. Über die Vereinigung Deutscher Automobilhersteller gelang es, die Firmen Henschel, Büssing, KHD, Krupp und MAN unter Vertrag zu nehmen. Daimler-Benz beteiligte sich als Konkurrent 1966 an der Ausschreibung.
1968 stellten die beiden Bewerber ihre Prototypen vor. Ein Jahr später änderte die Bundeswehr ihre Anforderungen aus dem Jahr 1964 erneut und forderte nur noch einen gepanzerten geländegängigen und schwimmfähigen Transporter mit ABC-Schutz, einer Mindestnutzlast von zwei Tonnen und einer Gesamtnutzlast von vier Tonnen.
In den Folgejahren wurde das Projekt weiterentwickelt. Daimler-Benz erhielt durch seine Version den Auftrag für die Weiterentwicklung des Transportfahrzeuges (6×6) und den Spähpanzer 2 „Luchs“ für die Ablösung der Spähpanzer Hotchkiss 11-2 und M41. Im Jahr 1973 konzentrierte man sich auf die weitere Entwicklung des Transportpanzers und erkannte die universellen Einsatzmöglichkeiten. Zehn Transportpanzer 1 wurden an das Bundesamt für Wehrtechnik und Beschaffung (BWB) für die Truppenerprobung geliefert.
Eine Studie zum Transportpanzer 2 (4×4) und leichtem Spähpanzer 3 (4×4) ließ man 1979 mit der Serienproduktion des Transportpanzers 1 durch Thyssen-Henschel in Kassel als Generalunternehmer fallen.
Das amphibische Pionier-Erkundungsfahrzeug (APE) auf Basis der Studie Transportpanzer 2 kann heute in der Wehrtechnischen Studiensammlung Koblenz besichtigt werden. Ein Modell mit einer 20-mm-Bordmaschinenkanone erreichte ebenfalls nicht die Serienreife.
Bis 1993 wurden 1031 Fahrzeuge an die Bundeswehr geliefert und ersetzten den SPz Hotchkiss und M113 in Teilen ihrer Funktion.

## Technik

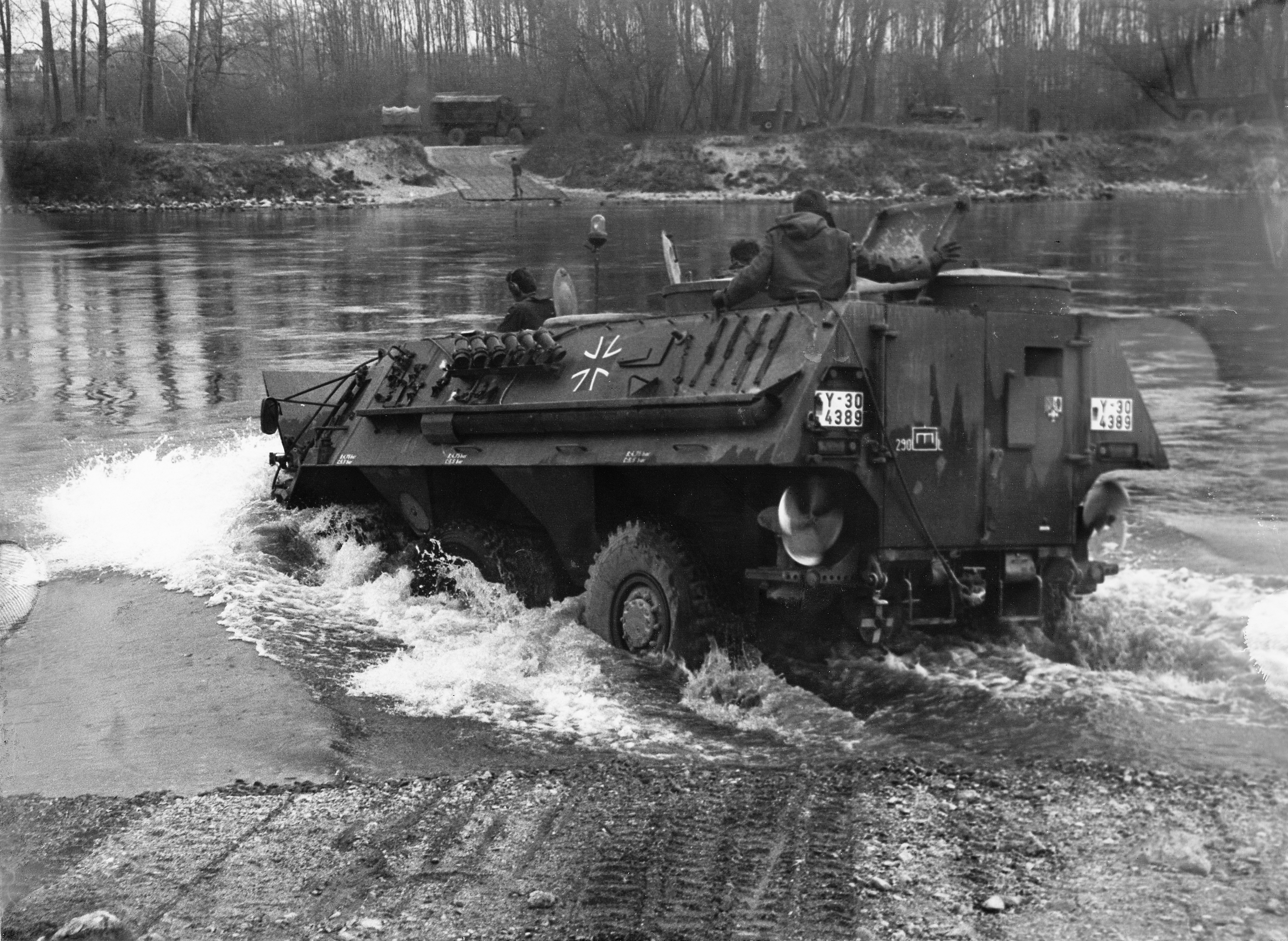
TPz Fuchs in der Pionier-Ausführung (mit den beiden Staufächern für S-Draht-Rollen). Am Heck die laufenden Schottel-Ruderpropeller, die zum Einsatz um 180 Grad gedreht wurden. Donau/Großmehring 1984

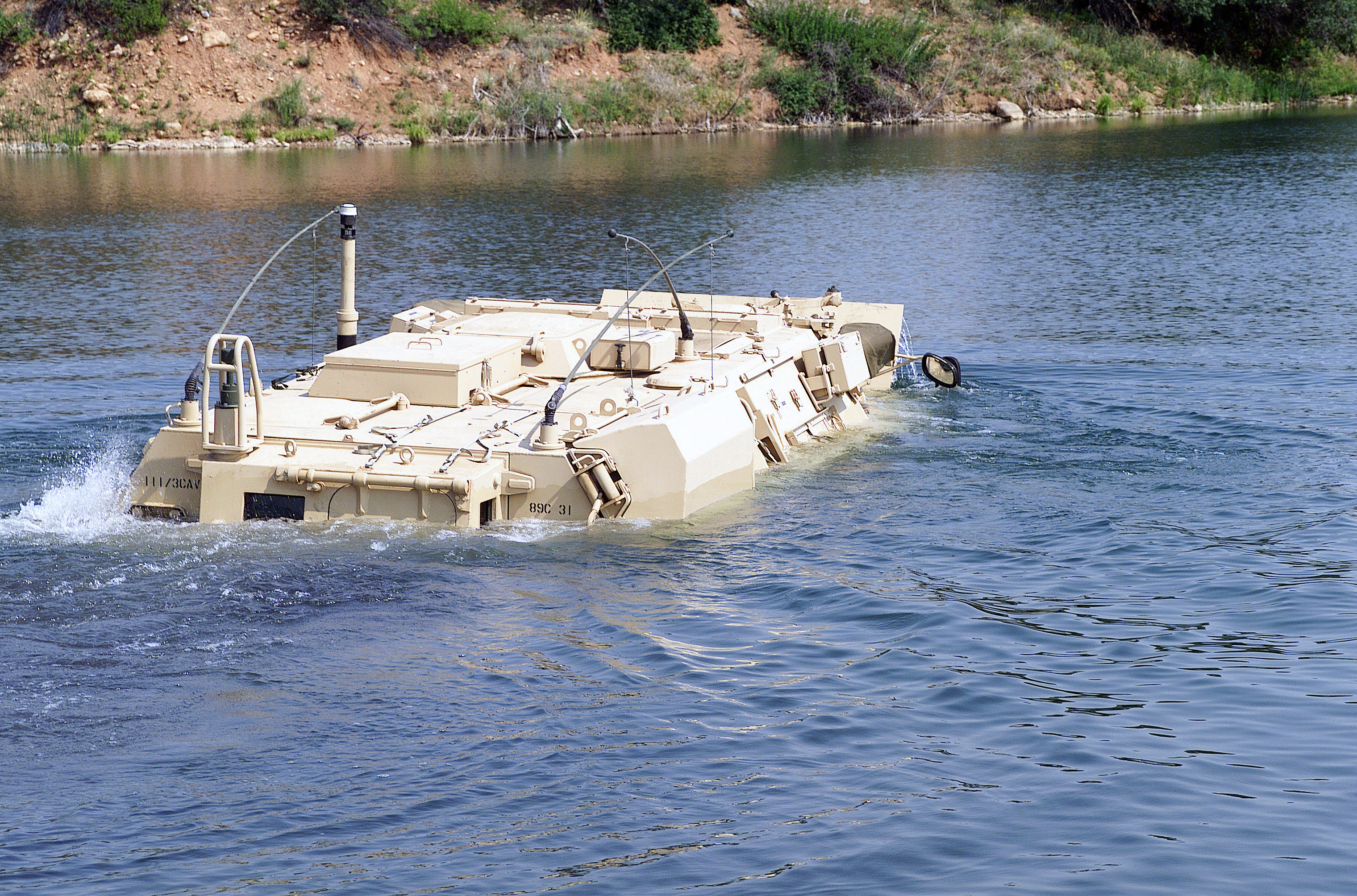
M93A1 Fox im Schwimmbetrieb

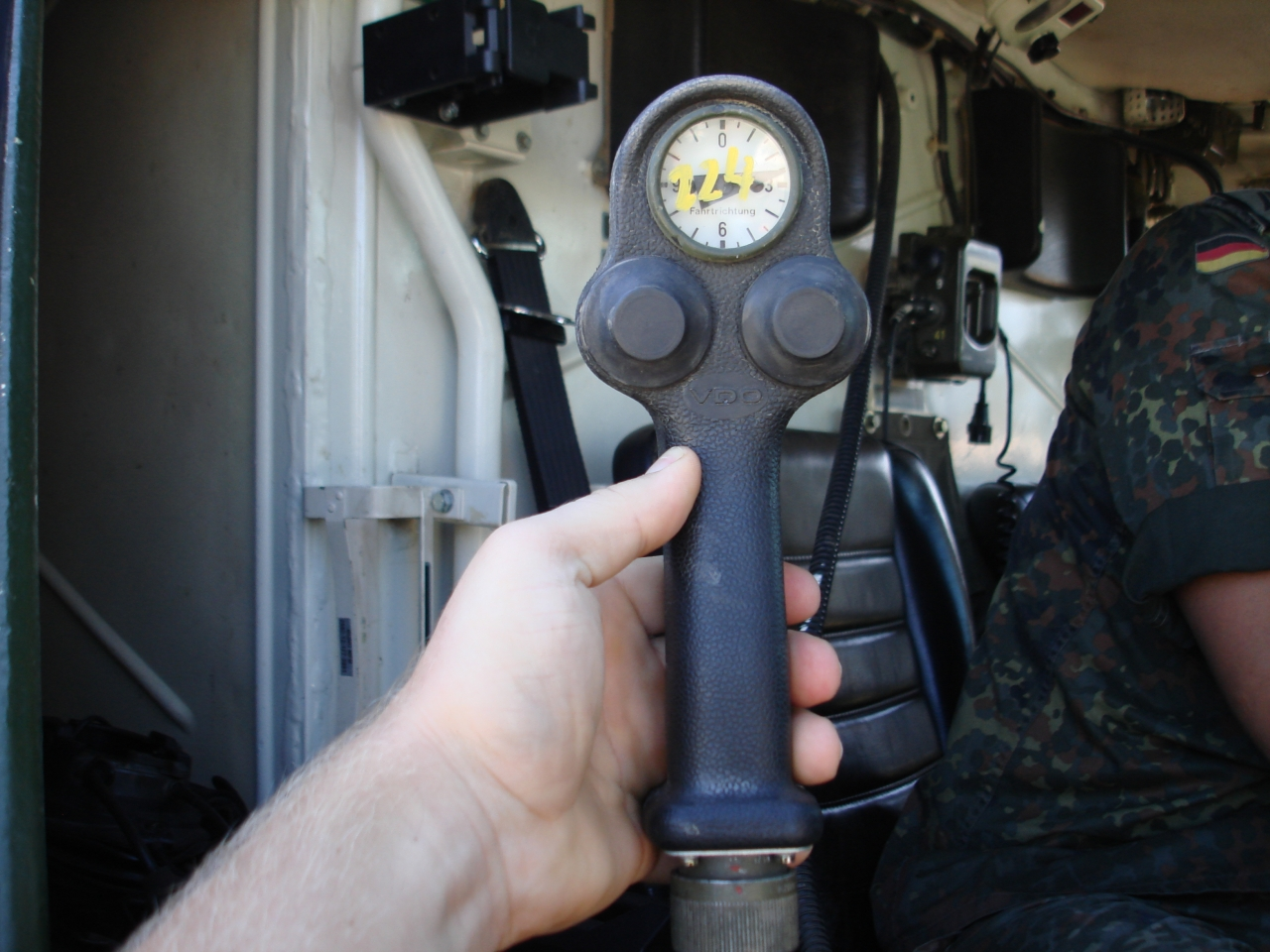
Schwimmgriff des Fuchs. Das Zifferblatt gibt die Stellung der Ruderpropeller an. Der Fahrer unterstützt die Lenkbewegungen des Kommandanten, indem er mitlenkt.

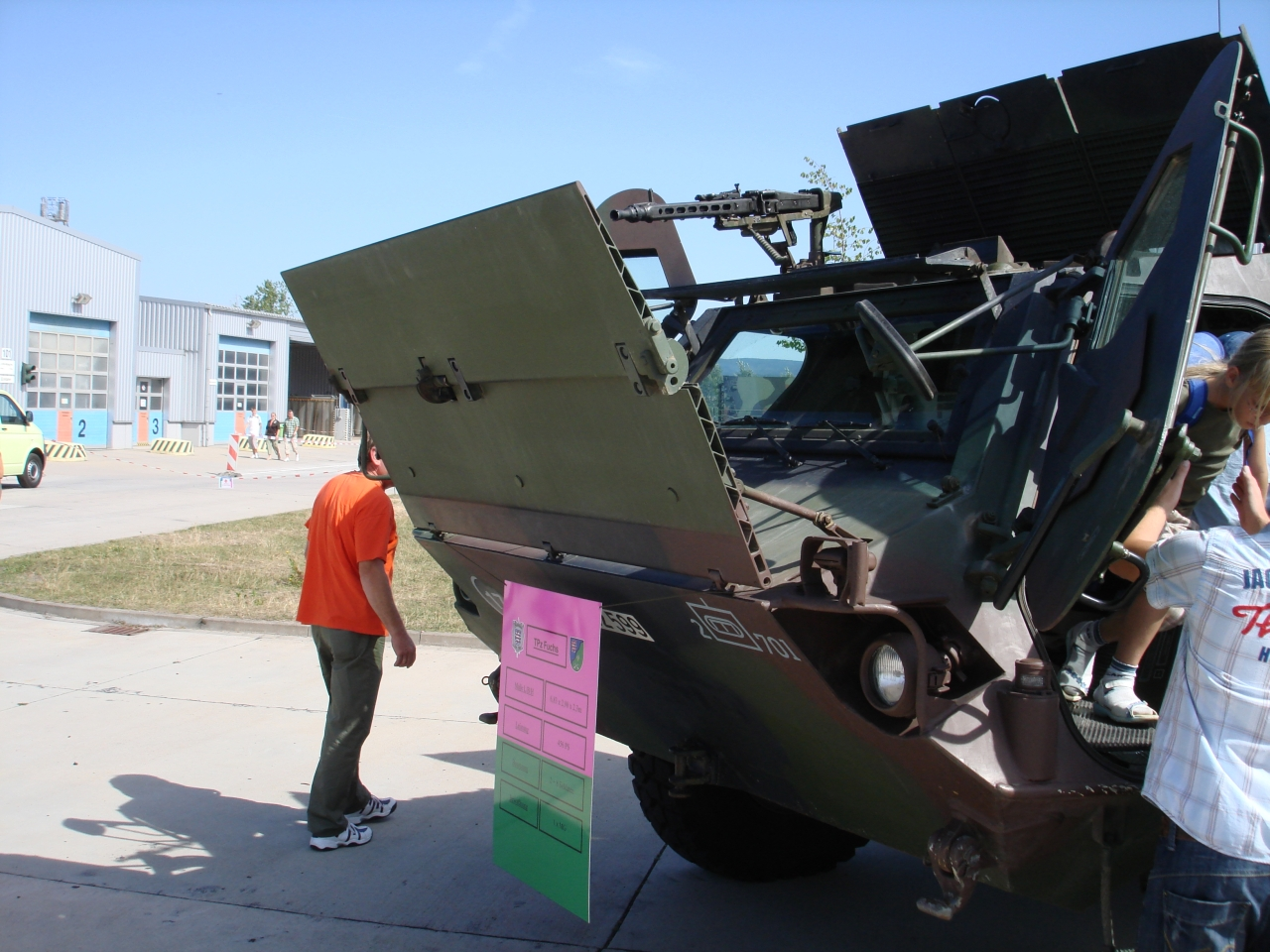
Aufgeklappter Schwallschild. Ebenfalls zu sehen ist das auf der Freirichtlafette der Beifahrerluke montierte MG3.

Der Fuchs 1 ist ein gepanzerter Radpanzer mit Allrad- und Schwimmantrieb. Er wird in den meisten Truppengattungen des deutschen Heeres eingesetzt und gilt durch seine Einbau- und Rüstsätze als Allrounder in der Bundeswehr für den Transport von Material und Personen auf dem Gefechtsfeld. Darüber hinaus werden einige der Transportpanzer auch als Schiedsrichterfahrzeug im Gefechtsübungszentrum des Heeres genutzt.

### Aufbau
Das Fahrzeug besteht aus einer selbsttragenden geschweißten Panzerwanne und Panzerglas mit Beschussblenden. Es ist teilgeschottet und bietet der Besatzung begrenzten Schutz gegen Handfeuerwaffen und Splitter. Die Wanne ist unterteilt in Fahrer-, Triebwerk- und Transportraum. Der Fahrerraum ist durch einen Kriechtunnel, der rechts am Triebwerkraum vorbeiführt, mit dem Transportraum verbunden. Zum Schutz gegen ABC-Waffen verfügen alle Versionen über eine ABC-Schutzbelüftungsanlage mit einer Leistung von drei Kubikmetern pro Minute. Für Nachtfahrten verfügt der Fahrer über ein Restlichtverstärker-Fahrgerät, das sich anstelle des Winkelspiegels einsetzen lässt. Im Schwimmbetrieb wird der Panzer von zwei Propellern angetrieben. Der für die Wasserfahrt benötigte Schwallschild lässt sich hydraulisch aufklappen.

### Antrieb und Fahrwerk
Ursprünglich angetrieben wurde der Fuchs ohne Zusatzpanzerung von einem 8-Zylinder-Dieselmotor Mercedes-Benz OM 402A. Angeordnet in V-Form und mit zwei Abgasturboladern ausgestattet, leistet das Triebwerk bei einem Hubraum von 12.763 cm³ 235 kW (320 PS) bei 2500/min. Das Triebwerk kann als kompakter Block von oberhalb des Fahrzeuges entnommen werden. Die Höchstgeschwindigkeit liegt bei 96 Kilometern pro Stunde (km/h) und kann kurzzeitig auf 130 km/h erhöht werden. Die Mindestgeschwindigkeit liegt bei vier km/h. Sein ständiger Allradantrieb in Verbindung mit seinem Fahrwerk verleihen ihm im Gelände und auf der Straße eine hohe Mobilität und Fahrsicherheit. Seine zwei Lenkachsen ermöglichen ihm dabei einen Wendekreis von 17 Metern. Das Fahrwerk bietet eine Bodenfreiheit von 40 cm.
Während des Schwimmbetriebs übernimmt der Kommandant die Steuerung aus der Beifahrerluke und bedient die zwei Ruderpropeller des Fuchs über eine Art Joystick, den sogenannten „Schwimmgriff“, der ein Schwenken der Propeller um 360° ermöglicht. Angetrieben werden die Ruderpropeller über ein Gelenkwellenzwischenlager der Antriebsverteiler. Die Drehzahl der gegenläufigen Propeller ist proportional zur Motordrehzahl und wird vom Fahrer kontrolliert. Der Schwimmantrieb ermöglicht dem Fuchs eine Schwimmgeschwindigkeit von bis zu 10 km/h.
Fuchs Evolution (auch: Fuchs 2) ist eine Modernisierung von Rheinmetall, die u. a. auch den Antrieb betrifft. Die veralteten Motoren wurde durch aktuelle ersetzt, da Mercedes-Benz den Vertrieb für die eigenen Motoren an MTU abgegeben hatte, wurde jetzt ein MTU 6V199 eingesetzt. Bei reduzierter Zylinderzahl, nur noch einem Turbolader und einem (zusätzlichen) Ladeluftkühler blieb der Hubraum fast unverändert (11.946 cm³), die Leistung stieg auf 335 kW (455 PS) bei 2300/min. Durch seine reduzierte Baulänge leistet der Motor einen Beitrag zu dem vergrößerten Platzangebot im Fahrzeug, die Höchstgeschwindigkeit wird jetzt geringfügig höher mit 100 km/h angegeben.

### Bewaffnung
Die Bewaffnung des Fuchs ist vorwiegend zur Selbstverteidigung vorgesehen. So verfügen die Varianten der Bundeswehr über maximal drei Maschinengewehre MG3 auf Freirichtlafette. Diese Variante kommt nur bei den Truppentransportern zur Anwendung. Das erste Maschinengewehr wird auf der Drehringlafette der Beifahrerluke montiert, ein weiteres an der hinteren Kampfluke sowie in Ausnahmefällen eines auf der Kommandantenluke in der Fahrzeugmitte. Durch den theoretischen Richtbereich von 360° wird diese Möglichkeit jedoch selten genutzt.
Bei den Truppentransportern mit der Panzerabwehrwaffe MILAN sind lediglich zwei MG3 vorgesehen. Die Startanlage der MILAN wird an der Kommandantenluke installiert und ermöglicht so der Infanterie die Bekämpfung gepanzerter Fahrzeuge. Alle anderen Varianten, ausgenommen die Sanitätsfahrzeuge, besitzen mindestens ein MG3 auf der Beifahrerluke.
Zum Selbstschutz steht der Besatzung des Fuchs eine Nebelmittelwurfanlage mit sechs Wurfbechern zur Verfügung, um mit Nebel- bzw. Rauchgranaten das Fahrzeug der Sicht des Angreifers entziehen zu können.
Für die Verbände der Krisenreaktionskräfte wurde seit dem Einsatz in Somalia 1993 an einem zusatzgepanzerten Fuchs mit 20-Millimeter-Kanone gearbeitet. Ausgerüstet mit einem Drehturm von Keller und Knappich Augsburg (KUKA) Wehrtechnik, heute ebenfalls Teil von Rheinmetall, und der Rh 202 von Rheinmetall verfügte der Fuchs-KRK über eine annähernd gleiche Feuerkraft wie der Schützenpanzer Marder und sollte die Aufgabe der Konvoibegleitung übernehmen. Wegen technischer Schwierigkeiten und gravierender Mängel wurde das Projekt 1999 eingestellt.
Mit der Version 1A8 des Panzers wurde als alternative Bewaffnung auch die fernbedienbare Waffenstation FLW 200 von KMW zugelassen und kommt auf einigen Varianten zum Einsatz.

### Elektronischer Schutz

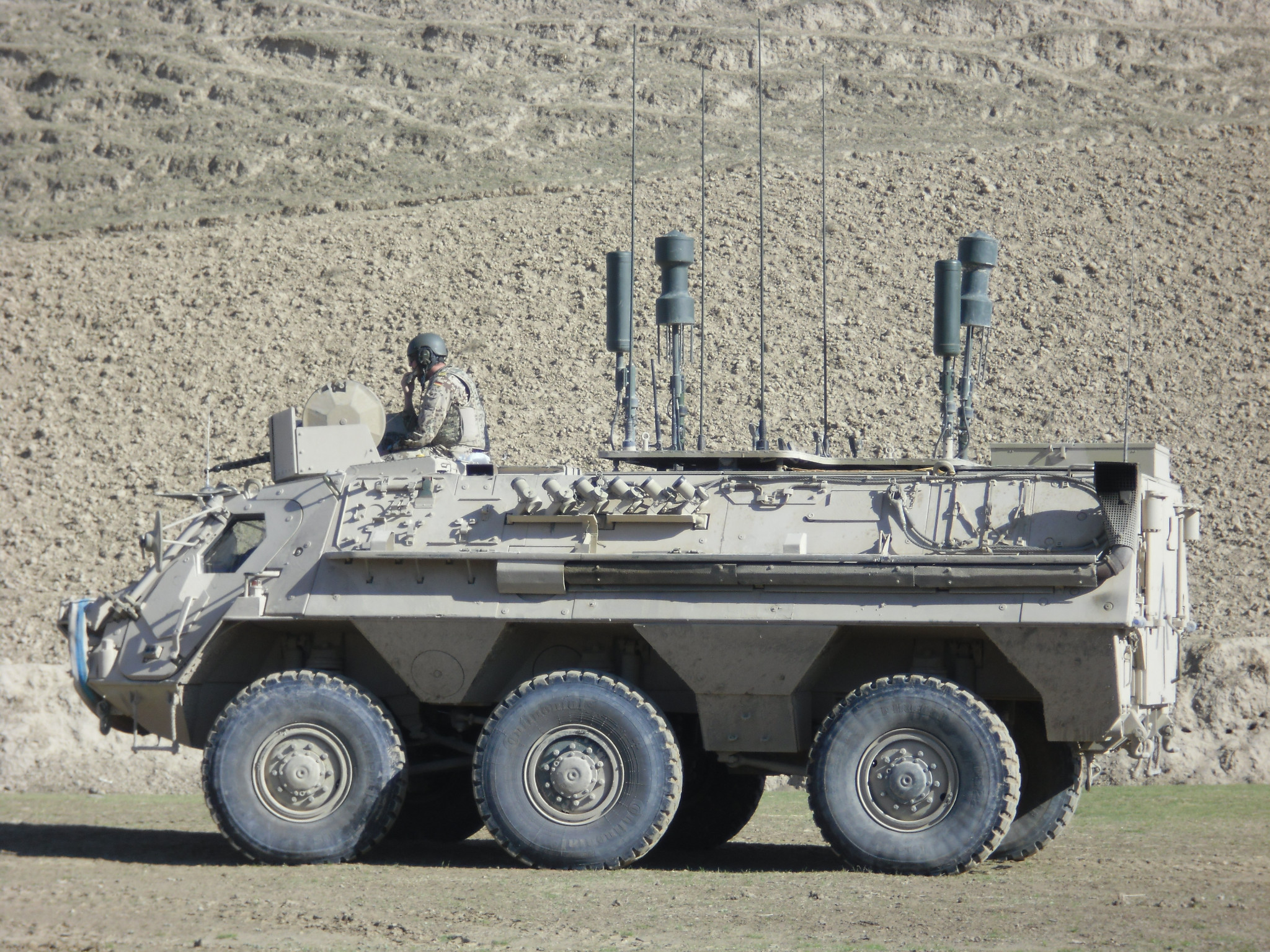
Im Afghanistan-Einsatz: TPz Fuchs 1 der EloKa mit Störsystem gegen funkgesteuerte IEDs

Mit dem Einsatz in Bosnien und Afghanistan wurde die Gefahr durch Panzerabwehrminen und IED in den Vordergrund gerückt. Als Schutz vor IED wurden verschiedene Störsender integriert. Die im Englischen als „Jammer“ oder „Counter-IED“ bezeichneten Systeme dienen als Schutz gegen fernzündbare Sprengvorrichtungen. Die erste Generation war das CG-10-System mit Bediengerät, drei verschiedenen Antennen und den Störsendern, welche auf den Frequenzen von VHF, UHF und GSM andere Signale mit Störstrahlung überlagern. Ein weiteres Gerät, das Cassidian CG-12-System, bildet eine Art elektromagnetische Glocke um das Fahrzeug und ergänzt das CG-10. Weiter kommt das CG-20+-System dazu, welches mit sieben Antennen auf den Frequenzen von HF, VHF, UHF und GSM bis 6000 MHz stört.

## Varianten, Ausrüstung, Rüstsätze

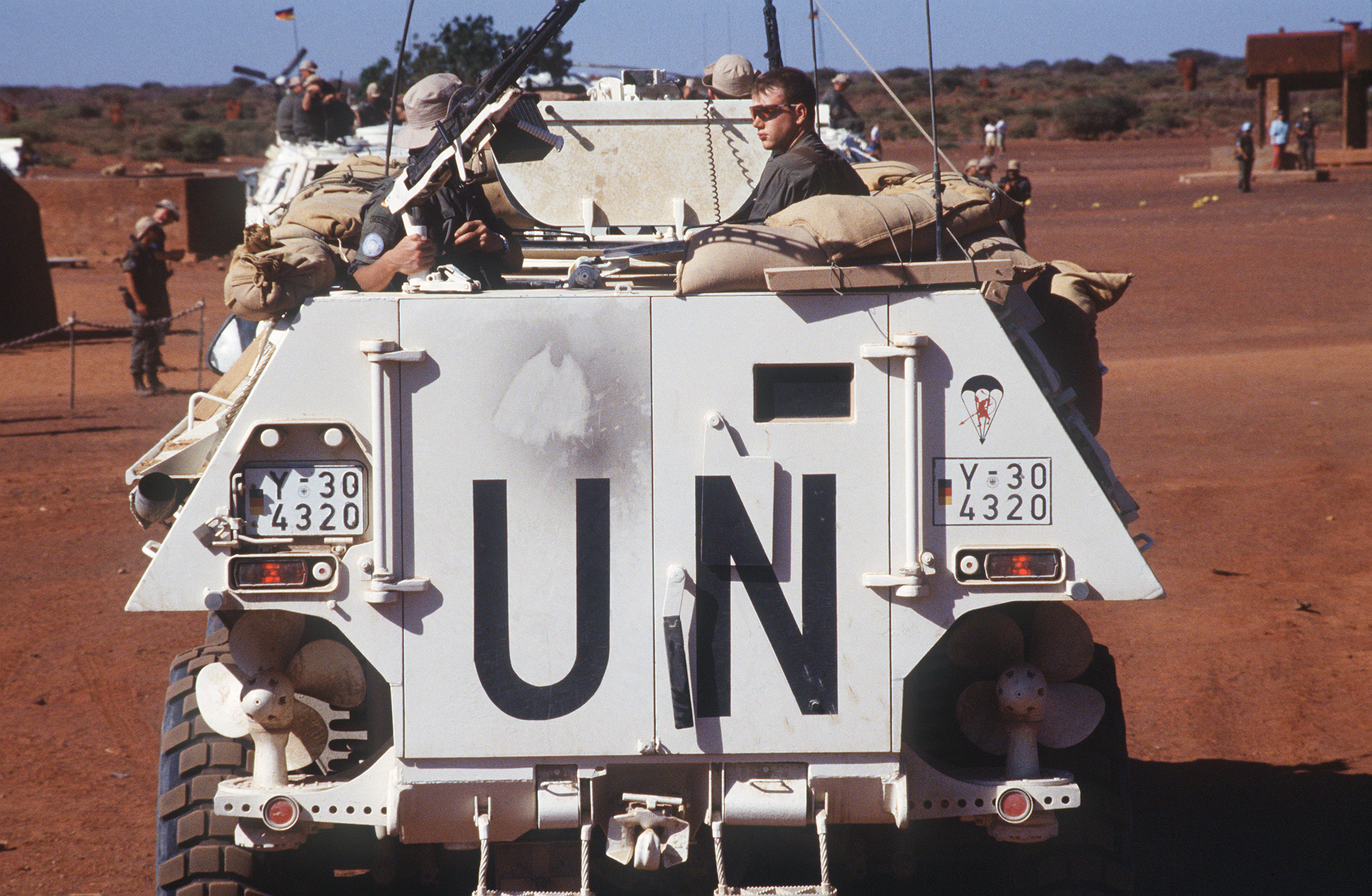
Heckansicht eines Fuchses in der Konfiguration Gruppenfahrzeug. Gut zu erkennen ist das Heck-MG an der hinteren Luke.

Der Transportpanzer Fuchs kann mit verschiedenen Einbausätzen (EBS) oder Rüstsätzen (RS) an den jeweiligen Einsatzzweck angepasst werden. Durch die unterschiedlichen Basisausführungen (Standard, Funk, EloKa) und die verschiedenen Einbau- und Rüstsätze ergeben sich mehr als 90 denkbare Kombinationsmöglichkeiten.

### Kampfwertsteigerungen
Seit der Einführung bei der Bundeswehr wurde der Fuchs mehrfach kampfwertgesteigert (KWS). Neben der Überholung der Fahrzeuge und der Materialerhaltung wurden die verschiedenen Füchse aufgewertet. So waren die ersten Transportpanzer mit einem Funkgerät SEM 25/35 ausgestattet und wurden ab der Umrüstung zum 1A4 mit der leistungsstärkeren Funkgerätefamilie SEM 80/90 ausgerüstet. Andere Fahrzeuge erhielten zusätzlich das kryptofähige SEM 93 und werden als 1A6 geführt. Bei einer umfangreichen KWS zum Typ 1A7 erhielten einige Varianten des Fuchses unter anderem eine zusätzliche Panzerung. Im Rahmen der Einführung des TPz 1A8 im Jahr 2008 wurden, neben weiteren Aufpanzerungen für ausgewählte Fahrzeuge, auch andere Transportpanzer dieses Typs auf den aktuellen Stand der Technik gebracht. So erhalten die Sätze Führungsfahrzeug, Gruppenfahrzeug Pioniere, Gruppenfahrzeug Panzeraufklärer und beweglicher Arzttrupp das Führungs- und Informationssystem FAUST (Führungsausstattung, taktisch) zur vernetzten Operationsführung und Einbindung in das bestehende System FüInfoSys Heer der Bundeswehr. Darüber hinaus wurden 2008 vereinzelt die Transportpanzer mit einem Störsender (CG20) ausgestattet.
Die in der Bundeswehr genutzten Varianten sind:

### TPz 1 Standard
Die Standardversion oder auch Grundmodell dient als Mannschaftstransportfahrzeug. Das Grundmodell kann mit folgenden Einbau- und Rüstsätzen ergänzt werden. Die Sätze bestimmen die Anordnung der Ausrüstung in und auf dem Fahrzeug sowie die Fahrzeugbewaffnung. Äußerlich ist das Grundmodell an den glatten Hecktüren zu erkennen, da es über kein Stromerzeugeraggregat (SEA) verfügt und der Auspufftopf für das SEA 15 kW auf der linken Fahrzeugseite fehlt.

#### EBS Panzeraufklärungsgruppe/Jägergruppe mit Panzerabwehrwaffe MILAN (KWS zum TPz 1A4)
Mit diesem Einbausatz wird der Fuchs als Mannschaftstransporter bei den Panzergrenadieren, Gebirgsjägern, Jägern, Panzeraufklärern und von der Deutsch-Französischen Brigade eingesetzt. Er umfasst acht Sitzplätze, Halterungen für Waffen und Ausrüstung der Soldaten und die Vorbereitung für das Waffensystem MILAN.

#### EBS Gruppenfahrzeug Infanterie (KWS zum TPz 1A4)
Dieser Einbausatz entspricht dem EBS Panzeraufklärungsgruppe/Jägergruppe, jedoch ohne MILAN-Vorbereitung.

#### EBS Gruppenfahrzeug Pioniere (KWS zum TPz 1A4)

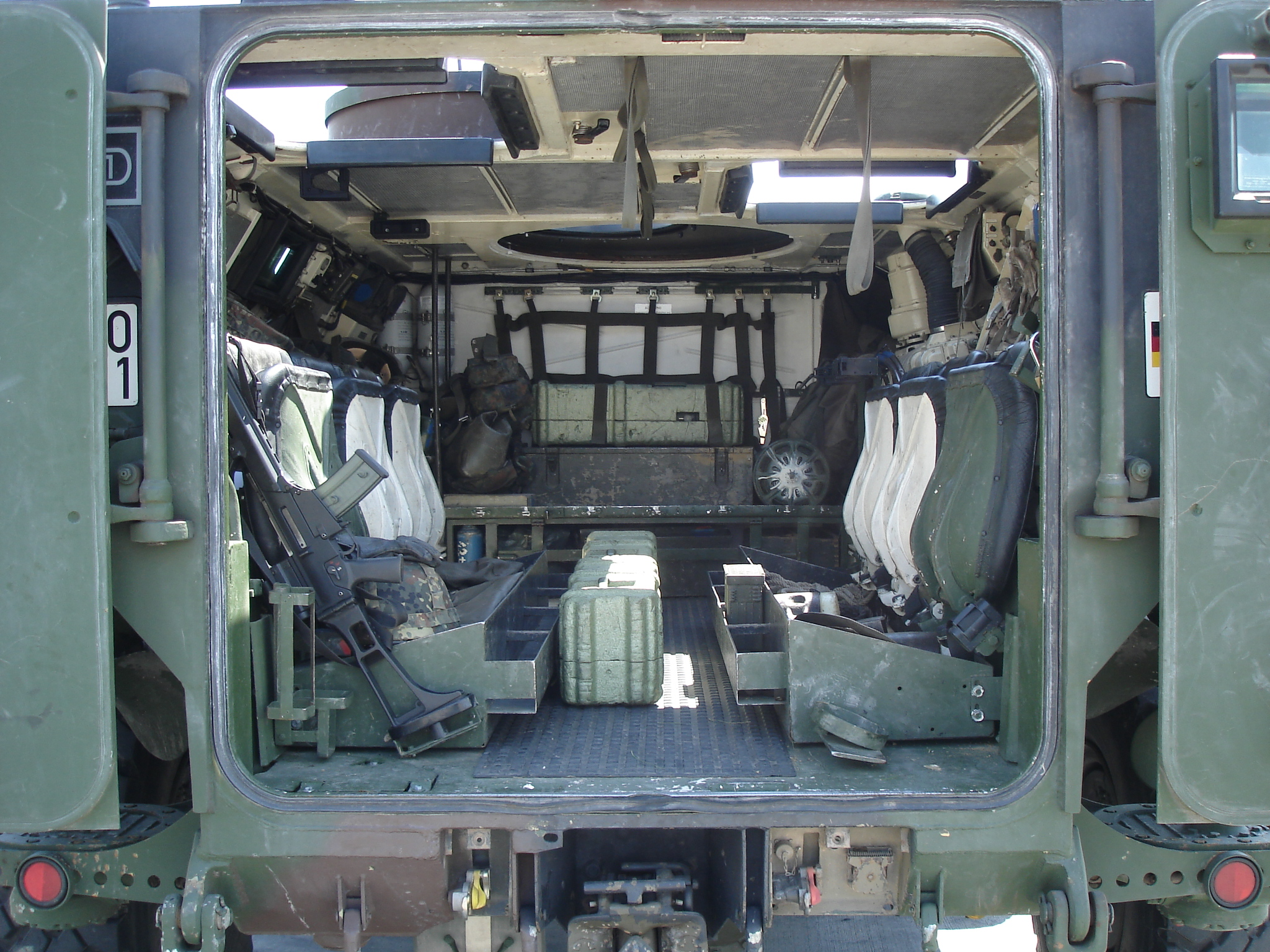
Transportraum Gruppenfahrzeug Pioniere für sechs Personen. Durch die Kampfraumluke ist, oben links im Bild, der Behälter für die S-Draht-Rollen zu erkennen.

Der EBS Gruppenfahrzeug Pioniere verändert den Kampfraum des Fuchses zur Aufnahme einer Panzerpioniergruppe inklusive Ausrüstung und Waffen. So besitzt der Pi-Fuchs alle notwendigen Halterungen für die Gerätschaften und Kampfmittel der Pioniere. Äußerlich ist diese Variante an den zwei markanten Behältern zur Aufnahme der S-Draht-Rollen auf dem Dach und dem zusätzlichen Schanzzeug am Fahrzeug zu erkennen.

#### EBS-Führungs- und Funkfahrzeug mit und ohne 5-kW-Stromerzeugeraggregat

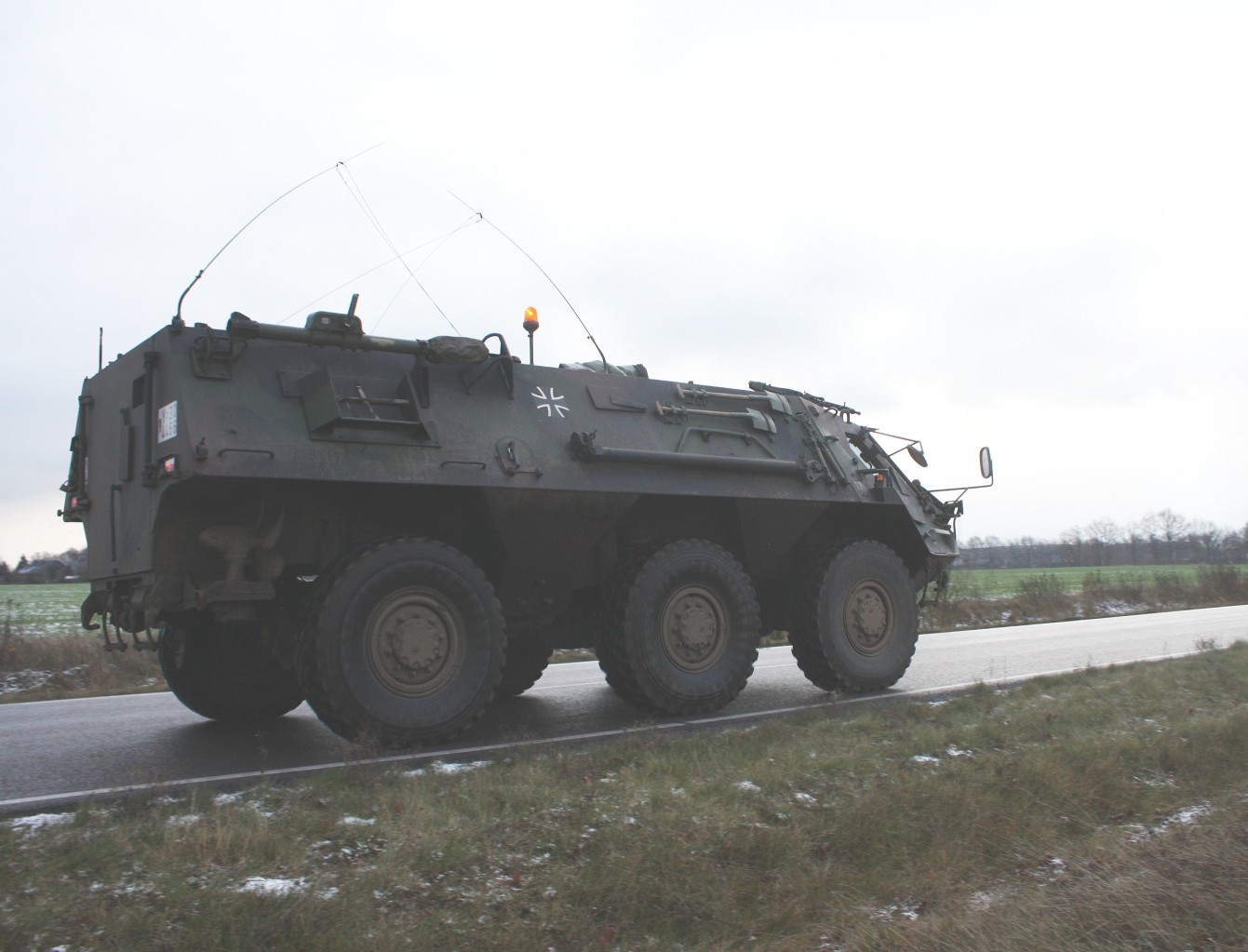
Fuchs als Führungs- und Funkfahrzeug. Links neben dem Eisernen Kreuz befindet sich der Kurbelmast der Standantenne. Auf dem Fahrzeug sind zwei der drei Fahrzeugantennen montiert, die heruntergebunden wurden, um die Gesamthöhe zu reduzieren.

Das Grundmodell wird mit diesem EBS zu einem Führungsfahrzeug. Das Fahrzeug verfügt über drei Klappsitze, einen Klapptisch, ein Lagekartenbrett und vereinzelt über ein tragbares Stromerzeugeraggregat. Äußerlich sind diese Fahrzeuge an dem Kurbelmast für die Standantenne an der rechten Fahrzeugseite, mehreren Fahrzeugantennen des Typs FA-80 und den Halterungen für die Kabelrollen auf dem Dach zu erkennen.

#### EBS Pionierführungsfahrzeug
Das Pionierführungsfahrzeug entspricht in der Ausstattung dem EBS-Führungs- und Funkfahrzeug mit dem Unterschied, dass im Innenraum ein Tresor für Sperrunterlagen und andere als geheim eingestufte Dokumente verbaut wurde. Der als PiFü-Fuchs bezeichnete Transportpanzer dient den Pioniereinheiten als Pioniererkunder auf Divisionsebene und als Führungsfahrzeug für den Kompaniechef und Zugführer auf Brigadeebene.

#### EBS Sanitätsgruppe mit Raumkühlanlage (KWS zum TPz 1A4/A4A1)

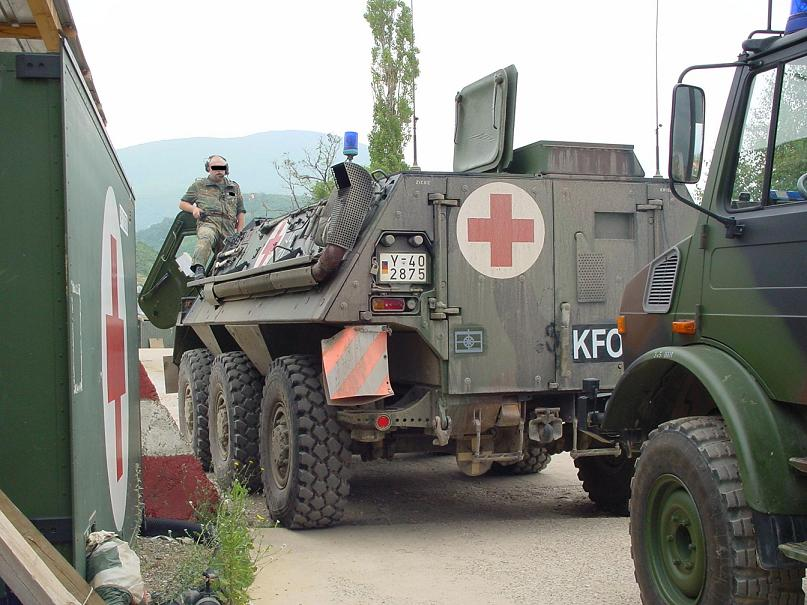
Rückansicht des Fuchs-KrKw in der zusatzgepanzerten Version. Erkennbar an den gelochten Beschussblenden und dem geänderten Auspuff

Mit dem EBS wird der Fuchs zu einem gepanzerten Krankenkraftwagen (KrKw) ausgerüstet. Mit ihm können bis zu vier liegende oder zwei liegende und vier sitzende Verwundete sowie ein Sanitätssoldat zur Versorgung transportiert werden. Die Halterungen entsprechen dem NATO-Standard, was die Aufnahme entsprechenden Geräts anderer Armeen ermöglicht. Gemäß der Genfer Konvention ist das Fahrzeug unbewaffnet.

#### RS Funktrupp Brigade Kommandeur mit HF-Gerät 400 Watt
Der Rüstsatz ergänzt die Fuchs-FüFu und wird von der Panzeraufklärungstruppe genutzt. Er unterscheidet sich nur durch eine weitere Antenne, das zusätzliche HF-Funkgerät und ein großes ausziehbares Stromerzeugeraggregat im Innenraum.

### TPz 1A1A5 „Hummel“

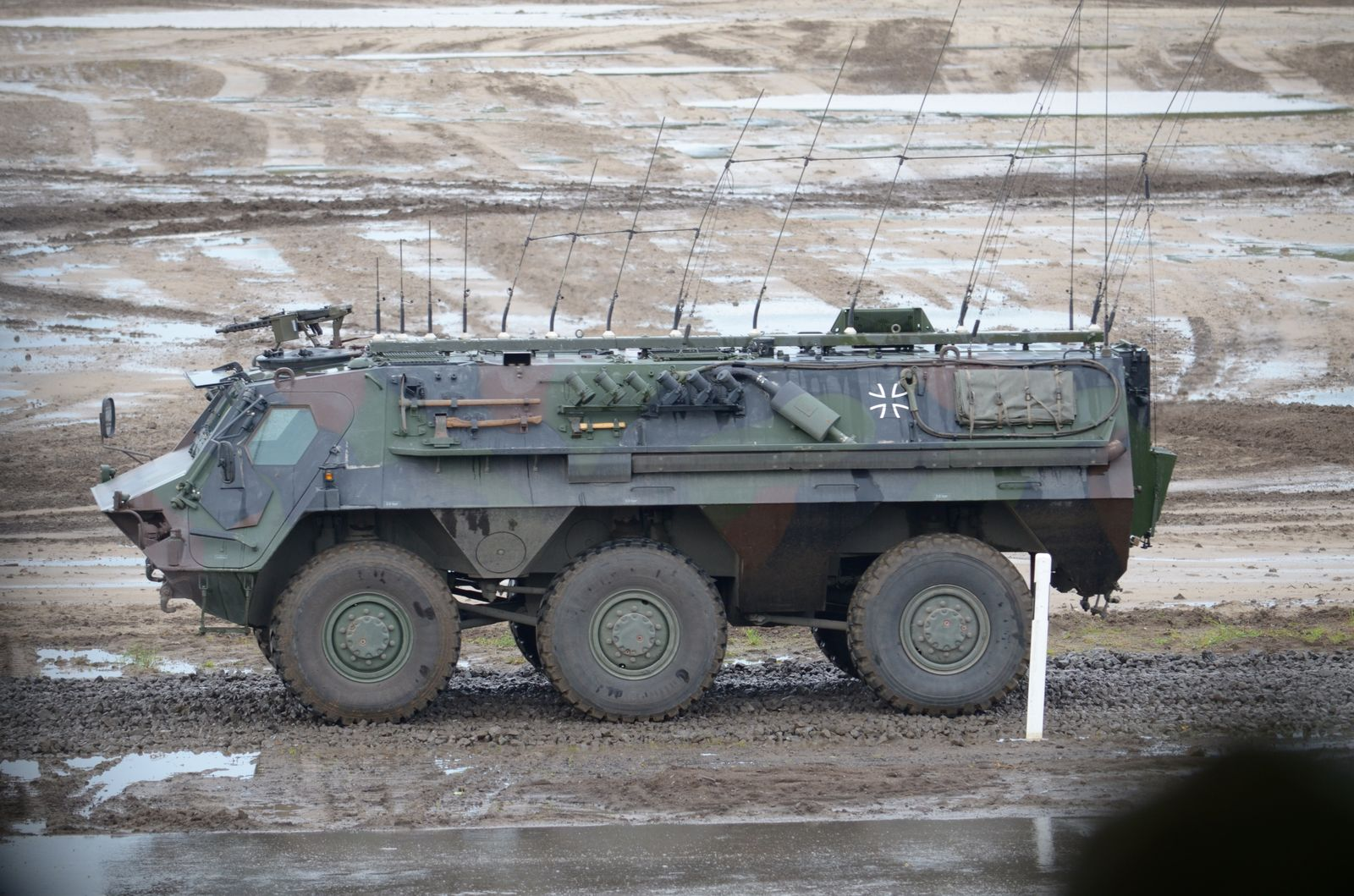
Störsender 33 „Hummel“ während der Informationslehrübung 2012 des deutschen Heeres

Bereits zu Beginn der Projektierung des Fuchs in den 1970er-Jahren bestand die Forderung der Bundeswehr, dass eine Variante des neuen Transportpanzers für die Fernmeldetruppe EloKa einen Rüstsatz für die elektronische Kampfführung und -Aufklärung mitführen können sollte. Der Hummel unterscheidet sich äußerlich von der Standardvariante durch den fehlenden Schwallschild, die heruntergezogenen Radkästen im Heckbereich, die fehlenden Propeller, das Stromerzeugungsaggregat an der linken Hecktür und den Antennenwald (Mehrfachantennenanlage Richtantenne LPU mit zwölf verschieden langen Stabantennen) auf dem Dach. In der Kabine ist der Rüstsatz Störsender EK 33 eingebaut, welcher im automatischen Mehrkanalstörbetrieb stört. Der Störsender des Hummel arbeitet dabei im Mehrkanal-Betrieb und wird gegen Sprach- und Datenverbindungen eingesetzt. Die Frequenz liegt im VHF-Bereich bei 20 bis 80 MHz und im UHF-Bereich bei 100 bis 500 MHz. Um dies zu betreiben, war der Einbau des SEA-15-kW-Stromaggregates notwendig. Im Jahre 2000 wurden die Fahrzeuge mit Cassidian SGS-2000-Störsendern nachgerüstet. Seit 2007 wurde eine Kampfwertsteigerung (KWS-RMB) mit verbesserter Antennenanlage durchgeführt. Diese Fahrzeuge werden als Hummel 0506 bezeichnet und sind zusätzlich mit einer VHF-Büschelstörantenne, UHF-Discone-Empfangsantenne sowie einer GSM-Störantenne (900/1800 MHz) ausgerüstet. Weiter ist in diesem Rüstsatz eine ausfahrbare VHF-LPD-Störantenne für den Frequenzbereich zwischen 80 und 500 MHz am Heck angebracht. Im Inneren sind weiter ein 2000-Watt-HF-Leistungsverstärker und zwei zusätzliche VHF-Funkgeräte SEM80/90 nachgerüstet worden.

### TPz 1A1 EloKa „Peiler“
Dieser Fuchs ist wie der Hummel äußerlich am fehlenden Schwallschild, den heruntergezogenen Radkästen im Heckbereich, den fehlenden Propellern und der ausfahrbaren Peilfunk-Antenne erkennbar. Das HF/VHF-Aufklärungsgerät wird zum Anpeilen von Sendern genutzt. Der „Peiler“ verfügt über eine auf zwölf Meter ausfahrbare Mastanlage auf dem Fahrzeugdach. Das von der Firma EADS entwickelte System ermöglicht den Empfang des Truppenfunks im Frequenzbereich von zehn Kilohertz (kHz) bis zu 40 Gigahertz. Seit 2007 verfügt die Bundeswehr über einen kampfwertgesteigerten Peiler (KWS-RMB) mit verbesserter Antennenanlage.

### TPz 1A2/A5 Funk

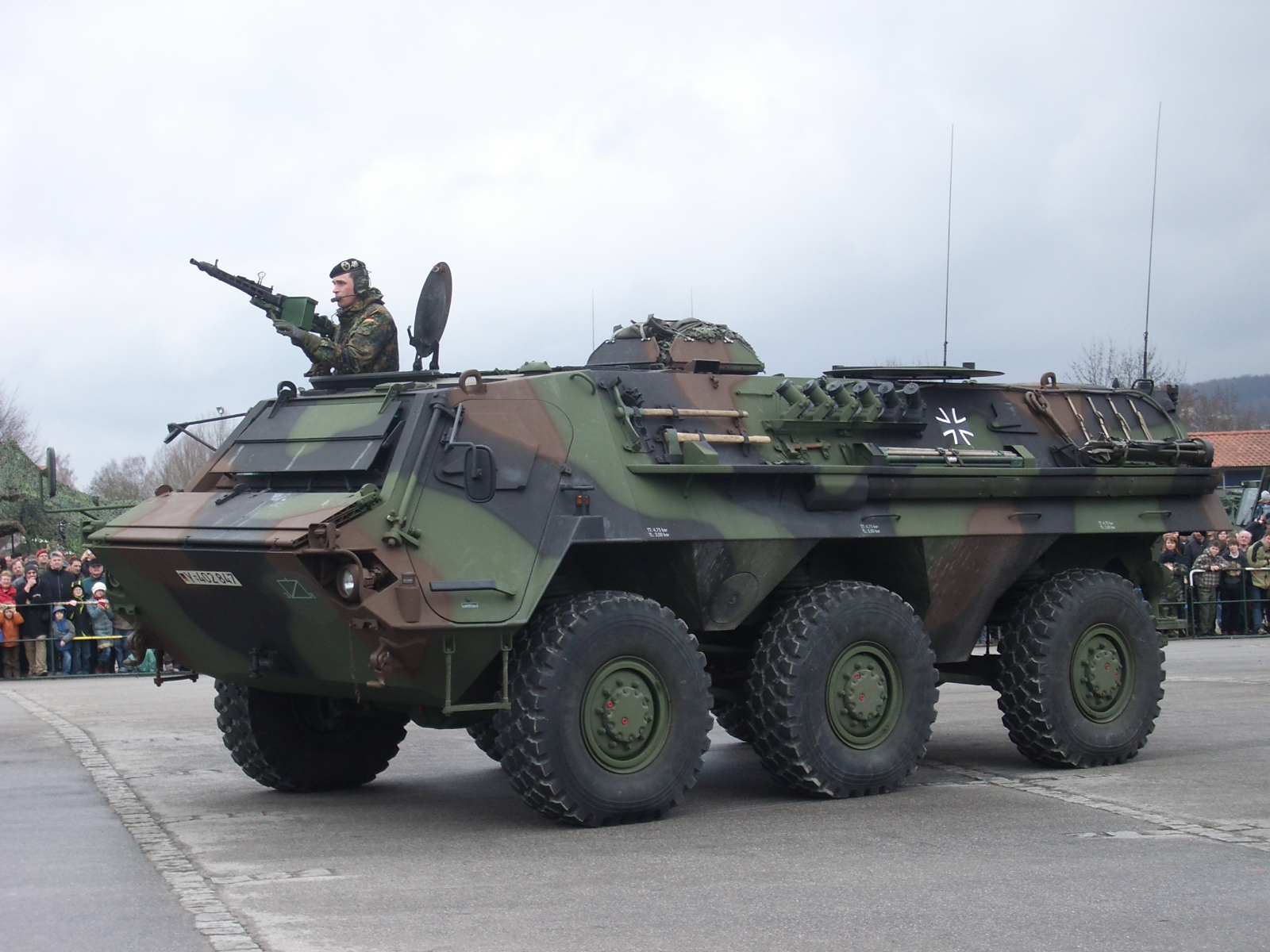
Fuchs des Aufklärungsbataillons 8

Die Transportpanzer in der Basisausführung Funk wurden mit speziellen Funk-Rüstsätzen ausgestattet. Die Varianten verfügen teilweise über ein 5-kW-Stromerzeugeraggregat (SEA) in der linken Hecktür oder über eine Raumkühlanlage. Mit der Einführung der Funkgeräte SEM 80/90 tragen die Varianten die Bezeichnung TPz Fuchs 1A5. Äußerlich sind diese Varianten an dem kastenförmigen Anbau anstelle der linken Hecktür und den fehlenden Auspufftopf für das SEA 15 Kilowatt (kW) auf der linken Fahrzeugseite zu erkennen.

#### EBS-Führungs- und Funkfahrzeug FüFu mit 5-kW-SEA
Diese Variante wird zum Führen der eigenen Truppen verwendet. Im Gegensatz zum FüFu des Grundmodells besitzt diese Variante ein fest eingebautes Stromerzeugeraggregat in der linken Hecktür, um den erhöhten Stromverbrauch der Funk- und Sendeanlage im Stand sicherzustellen. Darüber hinaus ist er mit einem Kurbelmast für die Standantenne ausgestattet und verfügt im Innenraum über Klapptische, mehrere Funkgeräte (mindestens drei) und ein Lagekartenbrett.

#### RS PARA RASIT, Panzeraufklärungsradar mit 5-kW-SEA

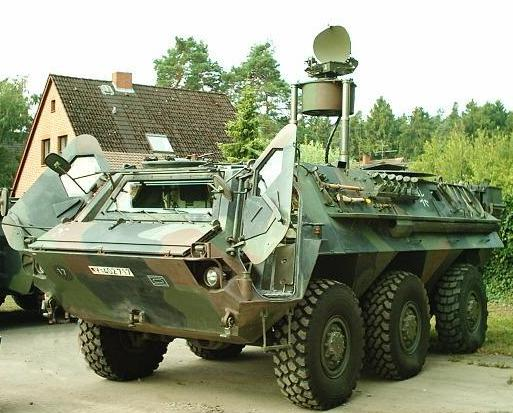
Fuchs mit Panzeraufklärungsradar Rasit

Der Fuchs mit dem Rüstsatz Panzeraufklärungsradar RASIT wird von der Panzeraufklärungstruppe (seit 2007 Teil der Heeresaufklärungstruppe) eingesetzt. Er dient den Spähtrupps als Unterstützung beim Aufklären des Gefechtsfeldes am Tag, in der Nacht und bei eingeschränkter Sicht. Dazu verfügt der im Truppenjargon genannte PARA-Fuchs über das französische Aufklärungsradar DR PT 2a RASIT (Radar d’Acquisition et de Surveillance Intermédiaire), das auf- und abgesetzt genutzt werden kann. Eingebaut in der Fahrzeugmitte, kann die Radarantenne durch drei Spindeltriebe bis zu 1,80 Meter über die Fahrzeugoberkante ausgefahren werden und ermöglicht so das Aufklären von einzelnen Personen auf Entfernungen bis zu 6000 Metern, von Personengruppen bis zu 8000 Metern und von Fahrzeugen sowie Hubschraubern auf Entfernungen bis zu 20.000 Metern. Weiterhin verfügt das Fahrzeug über eine Fahrzeugnavigationsanlage und einen Zielwegschreiber, mit dem Ziele und deren Wege in eine Karte eingetragen werden.
Vor der Einführung der RASIT-Anlage diente das Gefechtsfeldradar TPS 33a als Zwischenlösung. Die Anlage war in der Lage, einzelne Personen in einer Entfernung von 1500 Metern aufzuklären, wobei Fahrzeuge auf bis zu 18.000 Metern Entfernung erfasst werden konnten.

#### RS-Führungs- und Funkfahrzeug für Flugabwehrführung (FüFuFlaFü), ohne 5-kW-SEA
Der FlaFü Fuchs basiert auf dem Grundmodell des Transportpanzers und besitzt neben dem Einbausatz FüFu den zusätzlichen Rüstsatz Flugabwehrführung (FlaFü) für das Heeresflugabwehr-Aufklärungs- und Gefechtsführungssystem (HFlaAFüSys). Eingesetzt wurde das Fahrzeug von der Heeresflugabwehrtruppe und dient der Führung der Gepard. Bis zu deren Auflösung wurden auch die mit Roland ausgerüsteten Flugabwehrregimenter der Korps damit geführt. Der Rüstsatz FlaFü ergänzt die Ausstattung um Halterungen für zusätzliche Funkgeräte, Feuerleitinstrumente und Antennen. Äußerlich sind diese Fahrzeuge an den rechteckigen Dachkästen und dem SEA-ähnlichen Staukasten an der linken Hecktür zu erkennen.

### TPz 1A3/A6 (ABC-Spürpanzer)

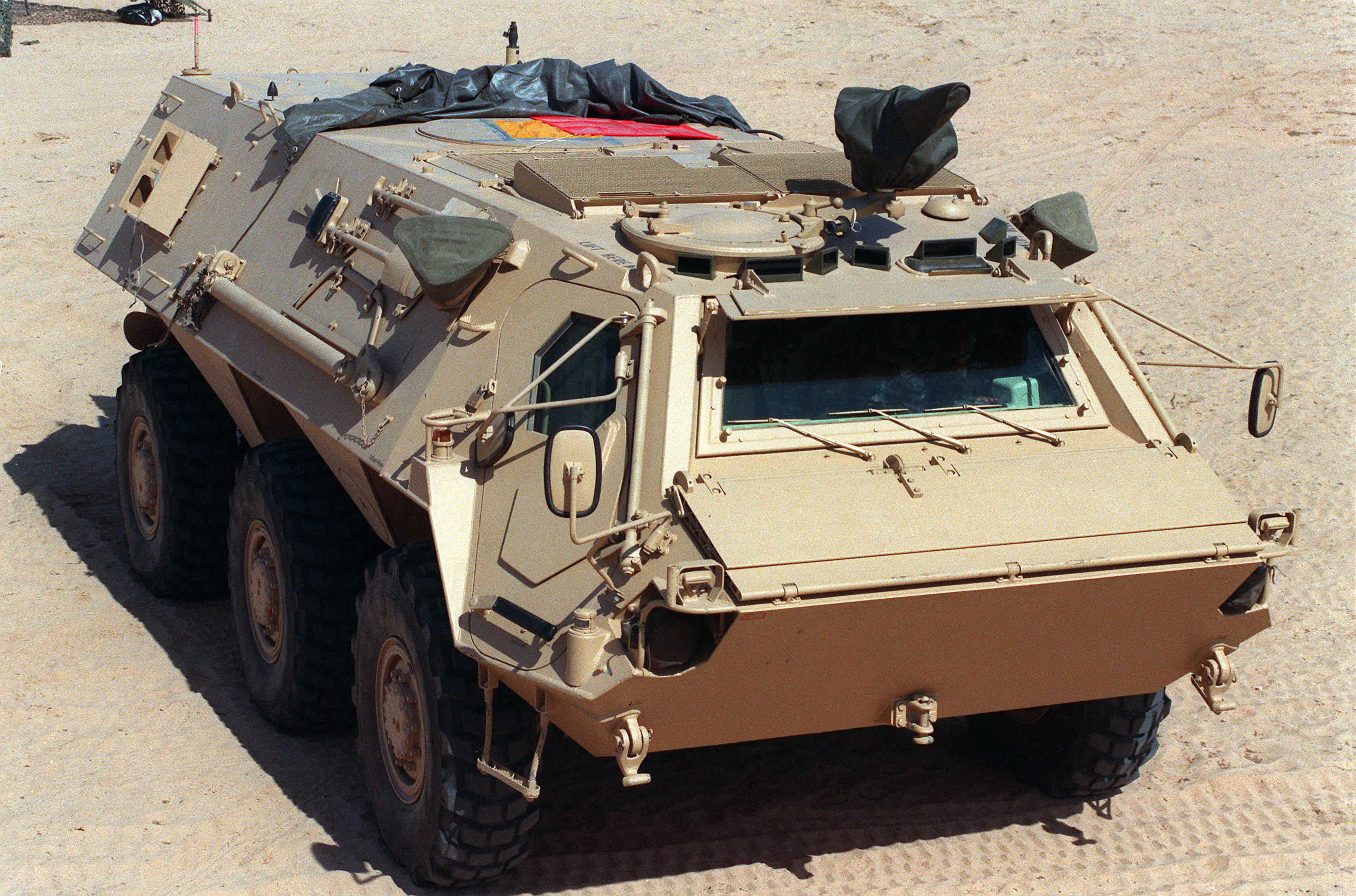
ABC-Abwehrpanzer der USA „M93 Fox“ im Rahmen der Operation Desert Storm

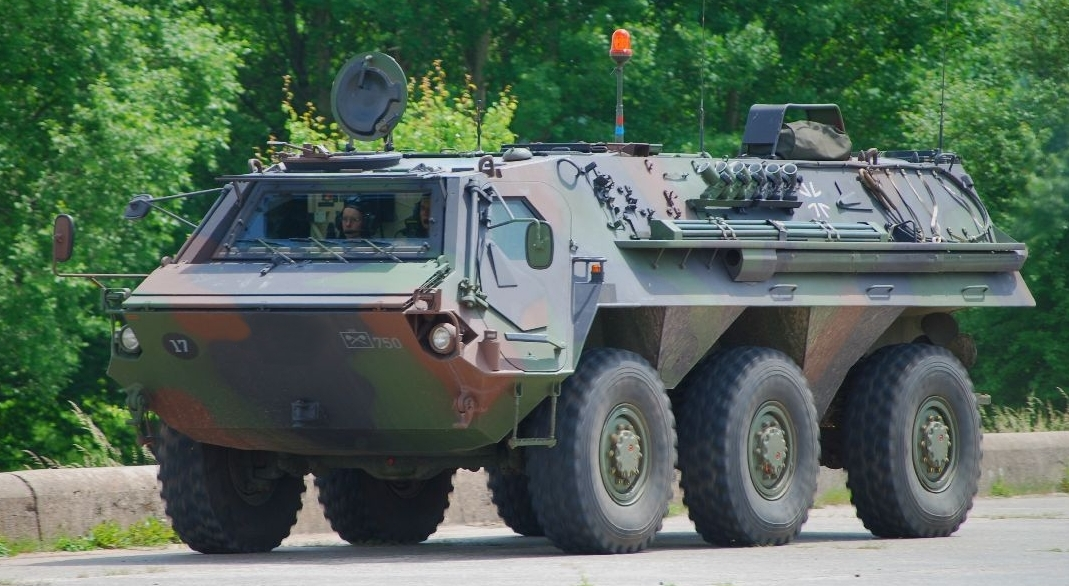
Deutscher Spürpanzer des ABC-Abwehrbataillons 750

Die ersten im Februar 1988 gelieferten ABC-Spürpanzer (im Truppenjargon als „Spürfuchs“ bezeichnet) basieren auf dem TPz 1A3 (Standard) mit SEM 25/35 und sind in der Lage, radioaktive und chemische Kontamination direkt vor Ort festzustellen. Der Nachweis von biologischen Waffen ist nicht möglich und beschränkt sich auf die Probennahme.
Die Spürausstattung wurde als Rüstsatz integriert und ermöglichte Probennahmen, Analyse und Markierung unter ABC-Vollschutz. Das Herzstück der Spürausstattung ist neben einem Geigerzähler das Spürgerät MM-1, ein miniaturisiertes Massenspektrometer kombiniert mit einem Gaschromatographen. Im Einsatz können bis zu 22 Schadstoffe kontinuierlich nebeneinander detektiert werden, wobei Kampfstoffe bis zu einer Konzentration von unter einem Milliardstel Gramm (Nanogramm) in 30 Sekunden nachweisbar sind. Das Massenspektrometer wird von der Firma Bruker Daltonics in Leipzig produziert.
Der Spürfuchs besitzt drei Betriebsarten, um Proben zu sammeln. Beim Luftspüren kann das Gelände schnell durchfahren werden, während Außenluft angesaugt und dem Analysegerät zugeführt wird. Eine wesentlich langsamere Möglichkeit ist das Bodenspüren. Hierbei nehmen zwei Bodenspürräder am Fahrzeugheck mögliche Kampfstoffe auf und werden abwechselnd an eine Sonde herangeführt. Für eine genauere Überprüfung benutzt die Besatzung das Punktspüren, bei dem die ausfahrbare Sonde am Fahrzeugheck eingesetzt wird.
Mit der Umrüstung auf das SEM 80/90 in den Jahren 1993/1994 wurden einige ABC-Spürpanzer einer Leistungssteigerung unterzogen. Die als A6 ABC bezeichneten Fahrzeuge erhielten eine Navigationsanlage, während die als A6A1 ABC (KWS) bezeichneten Fahrzeuge einen Sensormast, das SEM 90/93 und GPS erhielten. Darüber hinaus wurden die Probeentnahme und Lagerung für B-Proben verbessert.
Um auch die Erkennung biologischer Kampfstoffe zu ermöglichen, plante Thyssen-Henschel 1994 ein mobiles Biolabor. Das als BIRD (Biological Identification Refinemet Device) bezeichnete Labor war in einer speziellen Kabine untergebracht und auf dem zweirädrigen Standardanhänger der Bundeswehr verlastet. Als Zugfahrzeug sollte der Spürpanzer dienen. Seit 2002 bewirbt Rheinmetall Landsysteme auf ihrer Webseite den in Entwicklung befindlichen Bio-Spürfuchs. Er soll die Fähigkeitslücke schließen und in der Lage sein, durch genetische als auch immunologische Verfahren biologische Kampfstoffe nachzuweisen.

### TPz 1A7

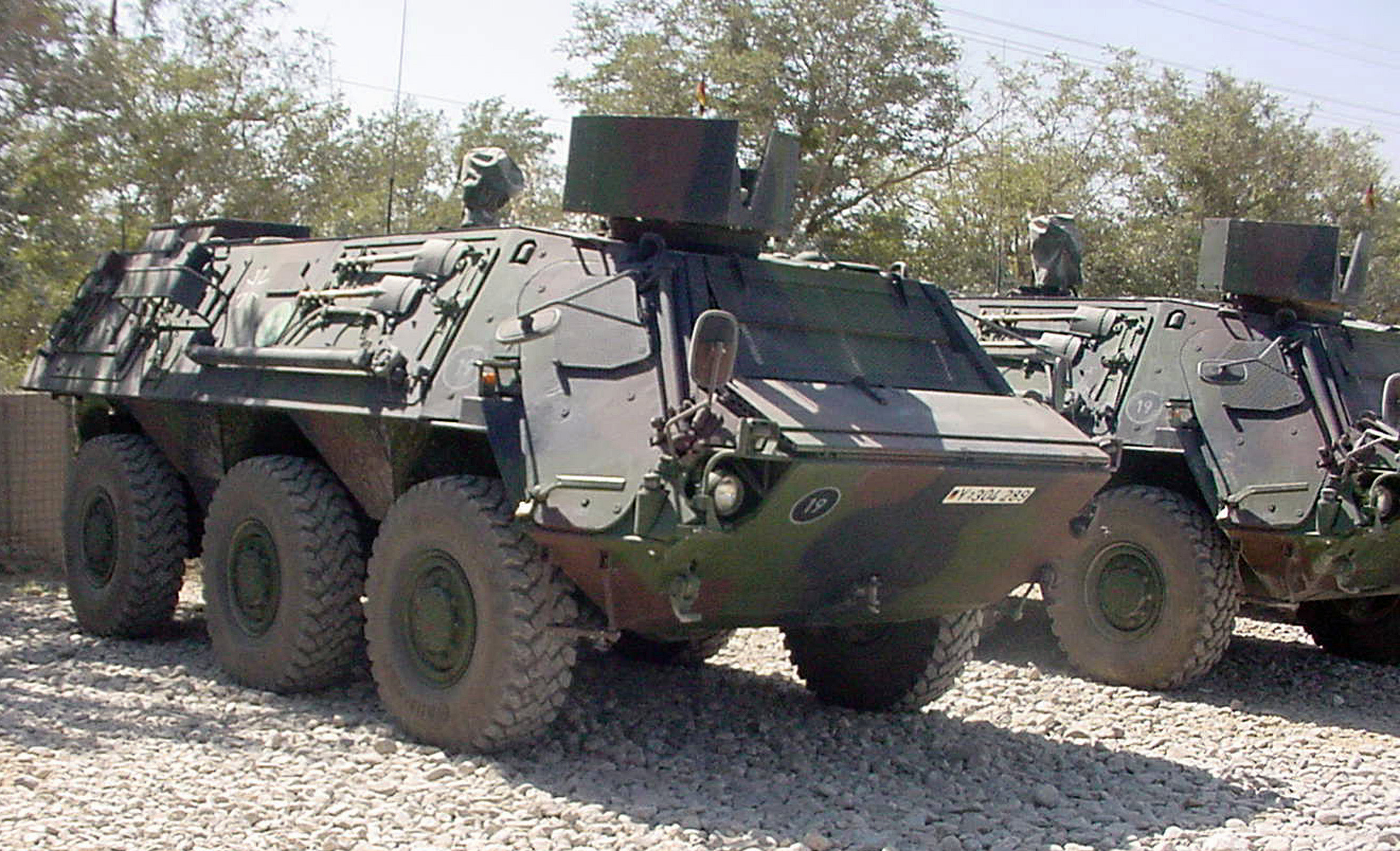
Fuchs mit Einbausatz Panzeraufklärungstruppe und modularer Schutzausstattung (MSA) vor Änderungspaket 1

Die als 1A7 bezeichneten Transportpanzer wurden mit einer modularen Schutzausstattung (MSA) zusätzlich gepanzert und sind mit der Funkgerätefamilie SEM 80/90 sowie teilweise mit Raumkühlanlagen ausgestattet. Insgesamt erhielten 124 Fahrzeuge diese Umrüstung. Sie sind vorwiegend in den Auslandseinsätzen der Bundeswehr zu finden.
Die Schutzausstattung besteht aus der adaptierten Zusatzpanzerung vom Typ MEXAS auf den Außenflächen, einem Splitterschutz im Innenraum (dem sogenannten Spall-Liner) und einen erweiterten Minenschutz im Bodenbereich des Fahrzeugs. Der Lafettenschutz (nicht bei Sanitätsfahrzeugen) ist nicht Bestandteil der Schutzausstattung, kann aber als Rüstsatz auf jedem Fuchs montiert werden. Die Fahrzeuge wurden zudem mit einem stärkeren 6-Zylinder-Triebwerk von Mercedes-Benz ausgestattet.
Durch diese Umrüstungen wurden die Fahrzeuge um rund drei Tonnen schwerer und überschreiten die erlaubte Fahrzeugbreite. Ebenfalls waren alle zusatzgepanzerten Fahrzeuge für den Schwimmbetrieb gesperrt.
Von Juli 2003 bis Ende 2006 veränderte Rheinmetall Landsysteme die Transportpanzer Fuchs 1A7 erneut. Dies war notwendig, da aufgrund des erhöhten Gesamtgewichtes bei einigen Varianten ein Ende der Straßenzulassung drohte. Im Rahmen dieses Änderungspaketes 1 erhielten alle Fahrzeuge Fahrwerksverstärkungen, elektrohydraulische Türbetätigungsvorrichtungen, eine Raumkühlanlage und weitere Minenschutzplatten in den mittleren und hinteren Radkästen. Der Schwimmantrieb und der Schwallschild wurden hingegen entfernt, wodurch die Transportpanzer 1A7 endgültig ihre Schwimmfähigkeit verloren. Durch diese Maßnahmen konnten die bestehenden Betriebseinschränkungen aufgehoben und darüber hinaus eine Nutzlastreserve geschaffen werden.
Die Umrüstung zum MSA-Fuchs erstreckte sich auf die folgenden Varianten:
- EBS Panzeraufklärungsgruppe/Jägergruppe mit Panzerabwehrwaffe MILAN
- EBS Gruppenfahrzeug Pioniere
- EBS Pionierführungsfahrzeug
- EBS Sanitätsgruppe mit Raumkühlanlage
- Datenverarbeitung, Führungsunterstützung Vereinte Nationen, bewegliche Befehlsstelle (UN-Ausstattung)

### TPz 1A8
Im März 2008 erhielt die Bundeswehr das erste von insgesamt 21 Fahrzeugen (fünf Krankenkraftwagen, zwei Führungs- und Funkfahrzeuge, drei Pionierfahrzeuge und elf Gruppenfahrzeuge) mit einem verbesserten Schutz gegen Minen und improvisierte Sprengfallen (engl. Improvised Explosive Devices (IED)). Die als „Einsatzbedingter Sofortbedarf (ESB)“ beschafften Fahrzeuge wurden bis Juni 2008 ausgeliefert.
Zu den wesentlichen Änderungen gegenüber der Variante 1A7 zählen Strukturänderung der Wannen im Bodenbereich durch weitere Minenschutzplatten und Zwischenböden, Entkoppelung der Sitze vom Boden, Verstärkungen in den Radkästen durch Panzerstahl-Formteile, weitere Türverstärkungen, veränderte Scheibenaufnahmen in den Türen und zusätzlicher Stauraum sowie Verstärkungen im Außenbereich.
Im Juli 2010 vereinbarten Rheinmetall Defence und das BWB in einem Vertrag die Umrüstung weiterer 65 Tpz Fuchs auf den Rüststand A8. Zu diesem Zeitpunkt waren bereits 61 TpZ Fuchs auf diesen Rüststand aufgerüstet worden, so dass sich ab 2012 insgesamt 126 Fuchs A8 im Bestand befanden. Sie basieren auf Umrüstungen des Typ Fuchs A7.
Im April 2013 unterzeichneten der Vizepräsident des Bundesamts für Ausrüstung, Informationstechnik und Nutzung der Bundeswehr (BAAINBw) und Rheinmetall MAN Military Vehicles den Vertrag zur Schutzverbesserung an 25 weiteren Transportpanzern.
Damit werden bis Anfang 2016 insgesamt 162 Transportpanzer vom Typ 1A8 in 16 Varianten für die Nutzung durch die Truppe zur Verfügung stehen.
Im Dezember 2016 erhielt Rheinmetall einen Folgeauftrag für die Umrüstung weiterer 90 Fahrzeuge, die ab 2017 ausgeliefert werden sollen und damit den Bestand der 1A8-Fuchs-Varianten bis Ende 2020 auf 267 erhöht.
Die 1A8-Varianten sind:
- TPz 1 A8A1 DVFü (Datenfernübertragung)
- TPz 1 A8A2 SanBAT (Beweglicher Arzttrupp)
- TPz 1 A8A3 PzAufKlGrp (EBS Panzeraufklärungsgruppe)
- TPz 1 A8A3A1 PzAufKlGrp mit FLW 200
- TPz 1 A8A4 PiGrp (EBS Gruppenfahrzeug Pioniere)
- TPz 1 A8A5 FüFu EOD (Führungs- und Funkfahrzeug Kampfmittelbeseitigung)
- TPz 1 A8A6 PARA (PARA RASIT, Panzeraufklärungsradar)
- TPz 1 A8A7 ABC (ABC Spürpanzer)
- TPz 1 A8A8 KpfmRTrp (Kampfmittelräumtrupp)
- TPz 1 A8A9 JFSCT (Joint Fire Support Coordination Team)
- TPz 1 A8A10 KpfmBesTrp (Kampfmittelbeseitigungstrupp)
- TPz 1 A8A11 BrdSchtzTrp (Brandschutztrupp)
- TPz 1 A8A12 GRCP (German Route Clearance Package, Bedienerfahrzeug)
- TPz 1 A8A13 KAI (Kampfmittelaufklärung und -identifizierung mit Manipulatorarm zum Verifizieren und Greifen von verdächtigen Objekten/Kampfmitteln)[14]
- TPz 1 A8A14 Führungs- und Feuerleitstelle Streitkräftegemeinsame Taktische Feuerunterstützung
- TPz 1 A8A15 Wettergruppe (Wetterdatenermittlung und -auswertung) Streitkräftegemeinsame Taktische Feuerunterstützung
- TPz 1 A8A16 Funktrupp mit Hochfrequenz-Funkgerät der HRM-7400-Reihe
- TPz 1 A8A17 Störsender CG20+

Nach Aussage des damaligen Generalinspekteurs der Bundeswehr, Eberhard Zorn, verfügte die Bundeswehr Anfang Juli 2022 über insgesamt 825 Panzer Fuchs in unterschiedlichen Ausführungen.

## Verwendung und Export

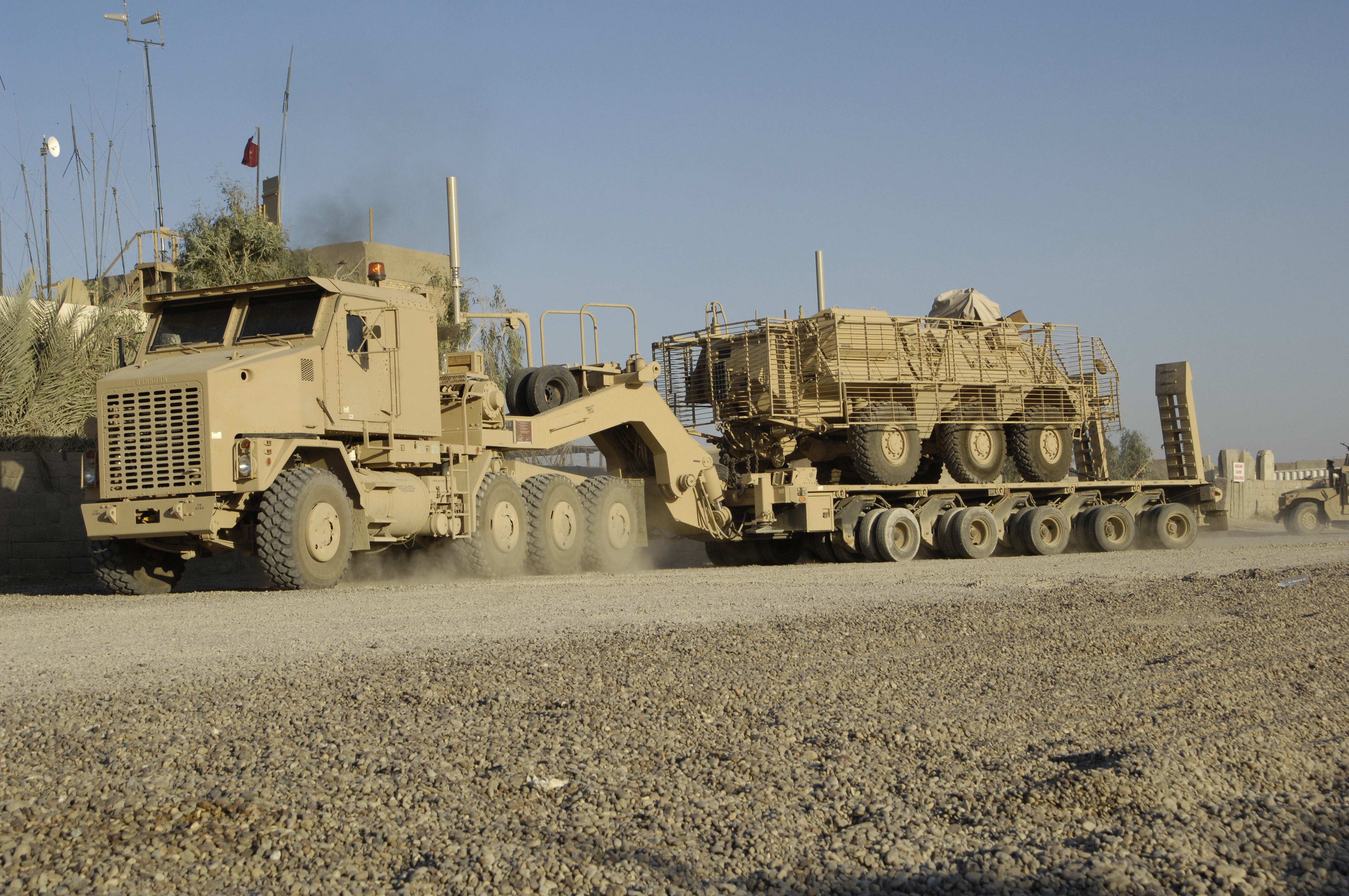
M93 Fox NBCRS (Nuclear Biological Chemical Reconnaissance System) mit Käfigpanzerung auf dem Tieflader DRS M1000 eines Oshkosh M1070A0 (Irak, 2007)

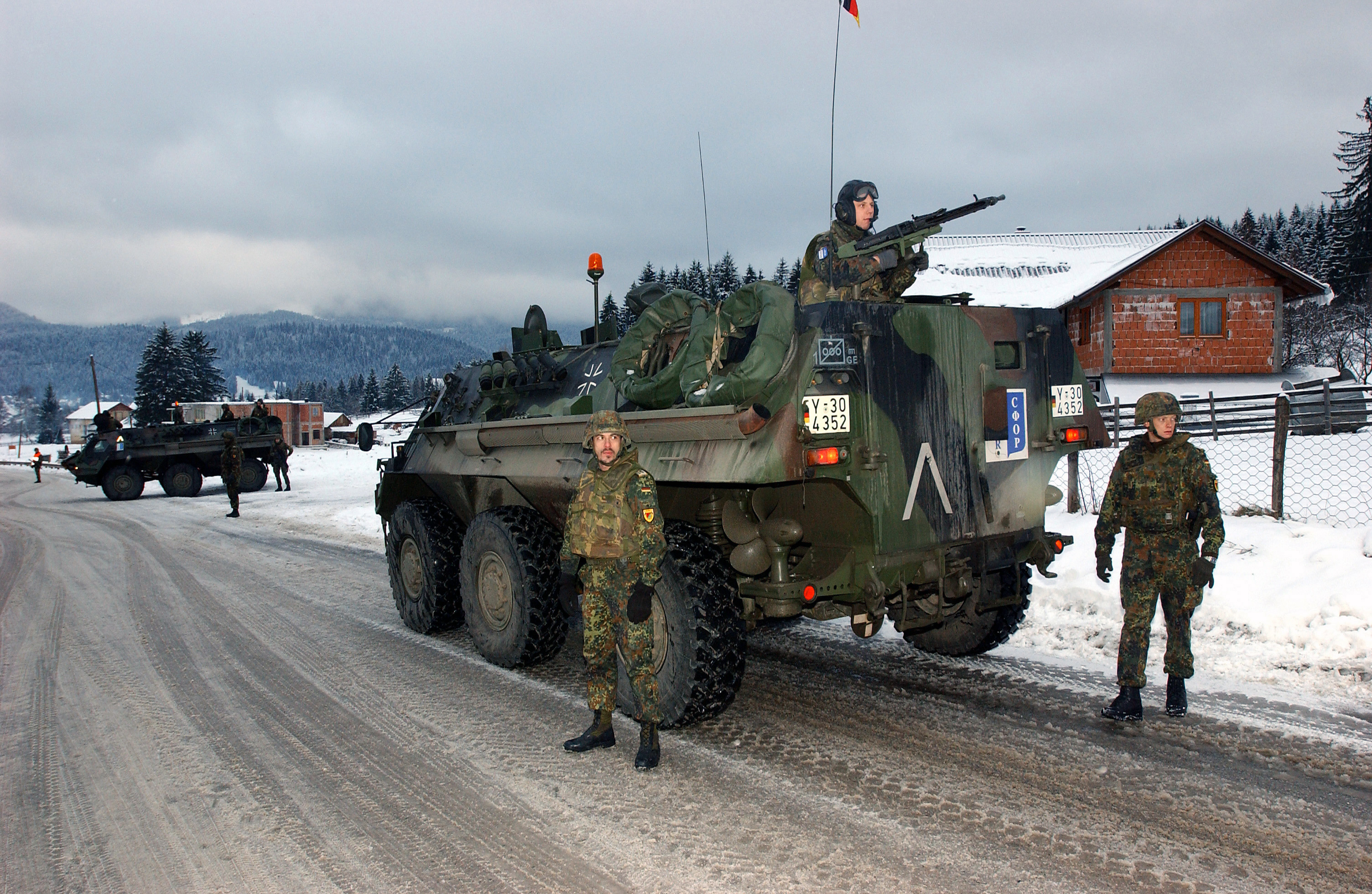
Bundeswehrsoldaten der SFOR mit Transportpanzer Fuchs in Pale in Bosnien im Rahmen der Operation Joint Forge

Der ABC-Spürpanzer („Spürfuchs“) erwies sich als Exportschlager. So wurde er an die Vereinigten Staaten (Fox NBCRS, später M93A1), das Vereinigte Königreich, die Niederlande (Koninklijke Landmacht), die Türkei, Saudi-Arabien (Streitkräfte), Kuwait (Streitkräfte), Israel und Venezuela verkauft. Zwei weitere Fahrzeuge aus Bundeswehrbeständen wurden für vier Jahre ab 2004 an Norwegen vermietet. Norwegen beabsichtigte, insgesamt sechs Fahrzeuge zu kaufen, die 2010 in der Ausbaustufe des 1A8 von Rheinmetall gefertigt wurden.
Im Jahre 1991 wurden 36 gebrauchte ABC-Spürpanzer für einen Preis, der dem Zehnfachen des Neupreises entsprach, nach Saudi-Arabien verkauft. Da der damalige Produzent der Fahrzeuge, die Thyssen Industrie Henschel AG, in Lieferschwierigkeiten geriet, wurden die Verantwortlichen des Heeres vom Verteidigungsministerium angehalten, die Fahrzeuge aus dem Bestand der Bundeswehr bereitzustellen. Den Verkauf organisierte der Waffenhändler Karlheinz Schreiber, der Schmiergelder an Mitarbeiter des Verteidigungsministeriums zahlte, um den Export zu beschleunigen. Der damals für den Export verantwortliche Verteidigungstaatssekretär Ludwig-Holger Pfahls (CSU) wurde 2005 nach fünfjähriger Flucht wegen Vorteilsnahme und Steuerhinterziehung rechtskräftig zu einer Haftstrafe von zwei Jahren und drei Monaten verurteilt. Die Ereignisse um diesen Export bilden eine Episode in der CDU-Spendenaffäre und schränkte die ABC-Abwehrfähigkeit der Bundeswehr ein, weil die verkauften Fahrzeuge den eigenen Truppen nicht mehr zur Verfügung standen und wegen der Lieferengpässe beim Hersteller nicht zeitnah ersetzt werden konnten.
Im Herbst 2004 wurde bekannt, dass aus den Beständen der Bundeswehr 20 Fuchs-Transportpanzer an den Irak geliefert werden sollten. Deutschland wollte mit den Fahrzeugen den Wiederaufbau unterstützen, aber das Vorhaben wurde nicht umgesetzt. Regierungssprecher Béla Anda sagte im Februar 2005 dem Handelsblatt: „Das ist offenkundig so, weil es keinen Bedarf mehr gibt auf Seiten der Iraker.“ Die Lieferung sei nicht an der deutschen Seite gescheitert: „Deutschland wäre weiter dazu bereit gewesen, die ‚Füchse‘ zu liefern.“
Die Bundesregierung (Kabinett Merkel II) genehmigte 2011 den Verkauf von 54 Transportpanzern im Wert von 195 Millionen Euro an Algerien.

## Einsatzerfahrungen in Afghanistan
In Afghanistan wurde der TPz Fuchs wiederholt zum Ziel von Angriffen und Anschlägen.
Am 16. November 2008 wurden bei einer IED-Explosion zwischen Kundus und Masar-e Scharif ein Soldat schwer und ein weiterer leicht verwundet.
Bei dem Fuchs (Rüstsatz CG20) handelte es sich um ein Fahrzeug des EloKaBtl 932 aus dem hessischen Frankenberg.
Am 29. April 2009 wurde ein deutscher Soldat getötet, als bei Kundus eine Patrouille in einen Hinterhalt geriet und dabei ein Fuchs (Einbausatz Jägergruppe) von einer RPG-Panzerabwehrwaffe getroffen wurde. Der Soldat des Jägerbataillons 292 befand sich bei diesem Vorfall am Heck-MG. Vier weitere Soldaten wurden dabei verwundet.
Am 23. Juni 2009 wurden drei deutsche Soldaten bei Kampfhandlungen nahe Kundus getötet, als ihr Fahrzeug mit Handfeuerwaffen und Panzerfäusten beschossen wurde. Man geht davon aus, dass die Besatzung eventuell ertrunken ist bzw. sich beim Sturz in einen Graben mit dem Fahrzeug tödlich verletzt hat.
Radikal-islamische Taliban bekannten sich zu dem Anschlag.
Am 25. Mai 2011 fiel ein deutscher Soldat, als bei Char Darrah, Provinz Kundus, sein Transportpanzer Fuchs in eine Sprengfalle geriet.

## Verworfene Planungen
Der TPz Fuchs wird in der Variante EBS-Gruppenfahrzeug, Infanterie- und EBS-Führungs- und Funkfahrzeug seit 2009 durch den GTK Boxer ersetzt. Als Version (Para) mit dem Panzeraufklärungsradar Rasit sollte der Fuchs durch den ATF Dingo mit dem neuen Radarsystem BÜR abgelöst werden, was jedoch nicht eingeführt wurde.
Aufgrund seiner Zuverlässigkeit und Beliebtheit bei der Truppe sowie fehlenden Alternativen bei bestimmten Varianten werden die letzten Fahrzeuge nach letzter Planung noch über 2025 hinaus im Einsatz bleiben.
Die Finanzierung eines Fuchs-Nachfolgers im Rahmen einer Beteiligung am von Finnland geführten Common Armoured Vehicle System (CAVS) sollte durch das im Juni 2022 nach dem russischen Überfall auf die Ukraine 2022 eingerichteten Sondervermögen Bundeswehr in Höhe von einhundert Milliarden Euro finanziert werden; das Projekt wurde jedoch Ende Oktober 2022 wieder aus dem Sondervermögen herausgenommen. Im Februar 2024 berichtete das Handelsblatt, der Fuchs bei der Bundeswehr werde aller Voraussicht nach ersetzt durch den Patria 6×6 des gleichnamigen finnischen Rüstungskonzerns.

## Fuchs Evo (Fuchs 2)

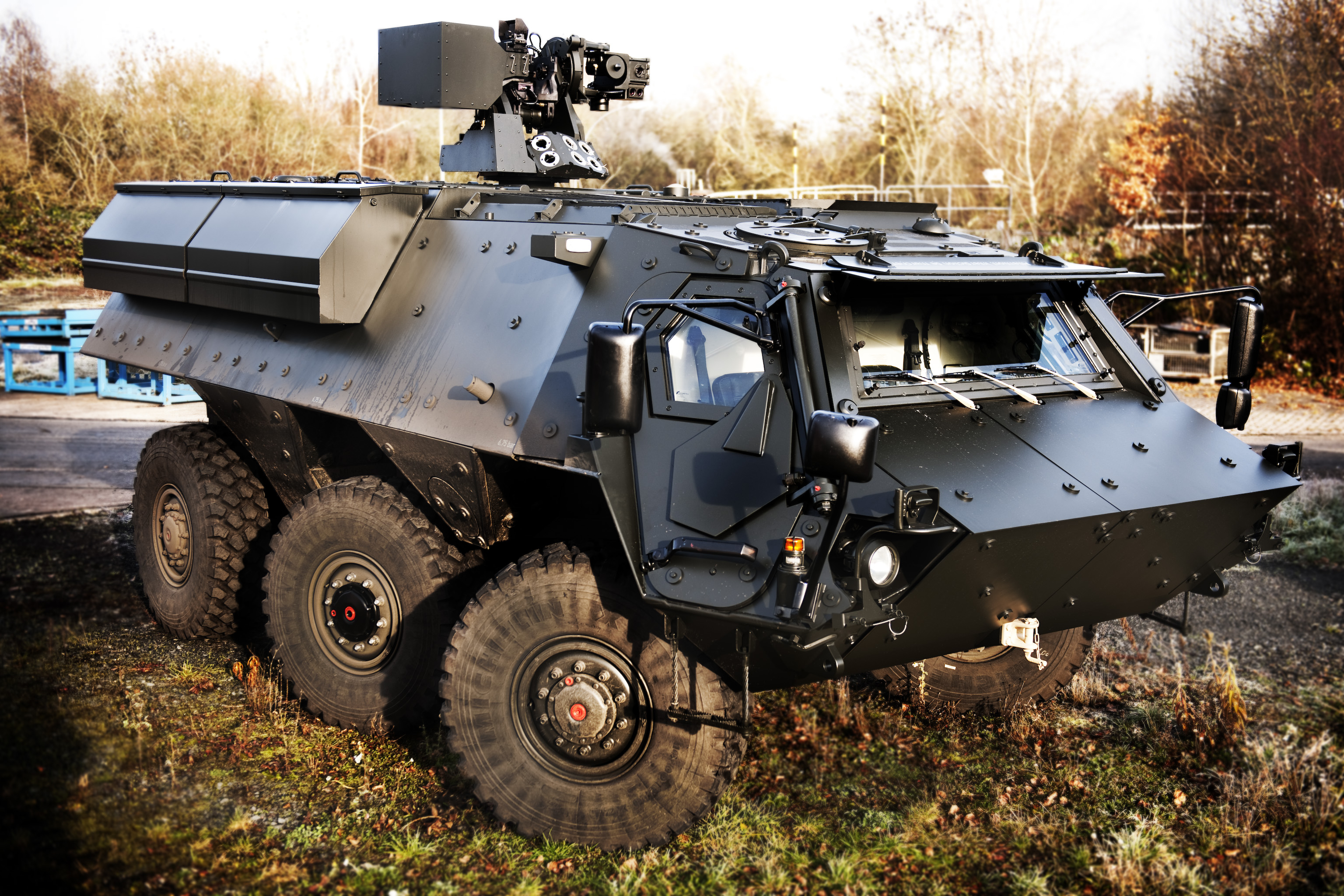
Fuchs 2

Der Fuchs 2 ist eine Weiterentwicklung von Rheinmetall Landsysteme. Äußerlich ähnelt er dem Fuchs 1, jedoch wurde er einigen Leistungssteigerungen unterzogen. So besitzt er eine von vier auf neun Tonnen erhöhte Zuladung und ein auf 25 Tonnen erhöhtes Zulässiges Gesamtgewicht, einen Euro-III-Dieselmotor von MTU mit 335 kW (455 PS), einen geräumigeren und ergonomisch verbesserten Kampfraum (bei der Hochdachvariante mit einer Innenraumhöhe von jetzt 1,60 m), ein digitales Bordnetz, eine Reifendruckregelanlage und ein verbessertes Bremssystem mit ABS. Die Panzerung kann durch eine modulare Bauweise an das jeweils notwendige Schutzkonzept angepasst werden.
Im Oktober 2007 schloss die US Army einen Vertrag zur Aufrüstung von vorläufig 18 ihrer 123 Fuchs-1-Panzer ab. Auch für die Bundeswehr war die Aufrüstung von 37 Fahrzeugen auf Fuchs 2 vorgesehen. Das Vorhaben wurde zugunsten des Kampfwertsteigerungsprogramms des Fuchs 1 nicht umgesetzt.
Ein weiterer Nutzer sind die Vereinigten Arabischen Emirate. Nach einem internationalen Vergleich entschied sich die Föderation im Februar 2005 zum Kauf von 32 Fahrzeugen. Rheinmetall lieferte bis 2009 16 Spürpanzer für atomare und chemische Kampfstoffe, acht Spürpanzer für biologische Kampfstoffe und acht Fuchs 2 als bewegliche Befehlsstelle. Die Gesamtkosten betrugen 160 Millionen Euro und beinhalten Ausbildungsunterstützung und technische Hilfe.
Nachdem 2014 bereits Fuchs-1 Panzer nach Algerien geliefert wurden, bestellte Algerien im Februar 2024 insgesamt 980 Fuchs-2-Panzer im Wert von 2,7 Milliarden Euro, die bei einer Rheinmetall-Tochterfirma bis 2028 in Algerien hergestellt werden sollen.